# Avishay Gordon
Avishay Gordon (in ebraico אבישי גורדון‎?; Kfar Blum, 15 settembre 1977) è un allenatore di pallacanestro ed ex cestista israeliano.

## Palmarès

### Giocatore
- Campionato israeliano: 2

Hapoel Holon: 2007-08
Hapoel Gilboa Galil Elyon: 2009-10
- Lega Balcanica: 1

Hapoel Gilboa Galil Elyon: 2011-12